# Богомазов Андрій Юрійович
Андрій Юрійович Богомазов (* 15 липня 1989) — український футболіст, півзахисник молодіжного складу криворізького «Кривбаса».

## Біографія
Вихованець футбольної школи дніпропетровської ДЮСШ-12, пізніше також виступав у ДЮФЛ за юнацькі команди запорізького «Металурга» та криворізького «Кривбаса». Професійну футбольну кар'єру також розпочав у Кривому Розі — виступами за друголіговий клуб «Гірник» навесні 2007 року.
Влітку того ж 2007 року перейшов до основного криворізького клубу «Кривбас», де спочатку виступав здебільшого за молодіжний (дублюючий) склад команди. В основному складі «Кривбаса» дебютував в матчах Прем'єр-ліги чемпіонату України 24 квітня 2009 року у грі проти ФК «Львів» (поразка 0:1). Досить регулярно виходив на поле у складі команди в осінній частині сезону 2009—10, однак навесні новий тренер «Кривбаса» Юрій Максимов припинив випускати гравця на поле і по завершенні сезону 2009—2010 він був переведений до молодіжного складу.